# Pastiches des aventures d'Arsène Lupin
Les pastiches des aventures d’Arsène Lupin sont des œuvres dans lesquelles l’auteur imite le style de Maurice Leblanc en faisant expressément usage du personnage.
Outre les ouvrages fidèles à l’écriture de Maurice Leblanc, la qualité littéraire des pastiches lupiniens est très variable. Cette page présente une liste non exhaustive des aventures d'Arsène Lupin par des continuateurs de Maurice Leblanc.

## Nouvelles et romans
- Raoul Privat, « Le Miracle du Loup » (nouvelle), 1926. Réédition : En quête… d’enquêtes ! (Arsène Lupin, Sherlock Holmes, Maigret et Cie), Bibliogs, coll. « Sérendipité », 2016.
- (en) Anthony Boucher, « Arsène Lupin versus Colonel Linnaus », Ellery Queen's Mystery Magazine, vol. 5, no 19,‎ novembre 1944 : traduction française dans le no 45 de Mystère magazine d'octobre 1951.
- Claude Varenne, Sous le Masque d’Arsène Lupin, Paris, O. Zeluch, 1945
- Thomas Narcejac, « L’Affaire Oliveira » (nouvelle), Confidences dans ma nuit, Paris, Athéné,‎ 1946
- Thomas Narcejac et Pierre Boileau, Le Secret d'Eunerville, Paris, Librairie des Champs-Élysées, coll. « Le Livre de Poche Policier », 1973, 221 p.
- Thomas Narcejac, « Arsène Lupin dans la gueule du loup » (nouvelle), Ellery Queen Mystere Magazine, Paris, OPTA, no 314,‎ 1er avril 1974
- Thomas Narcejac et Pierre Boileau, La Poudrière, Paris, Librairie des Champs-Élysées, 1974, 249 p. (ISBN 978-2-7024-0249-8) ; réédition, Boileau-Narcejac, La Poudrière, Paris, Éd. du Masque, 2013, 209 p. (ISBN 978-2-7024-3823-7, OCLC 925503671)
- Thomas Narcejac et Pierre Boileau, Le Second Visage d'Arsène Lupin, Paris, Librairie des Champs-Élysées, coll. « Le masque », 1975, 245 p.
- Thomas Narcejac et Pierre Boileau, La Justice d'Arsène Lupin, Paris, Librairie des Champs-Élysées, coll. « Le masque », 1977, 251 p. (ISBN 978-2-7024-0594-9)
- Thomas Narcejac et Pierre Boileau, Le Serment d'Arsène Lupin, Paris, Librairie des Champs-Élysées, coll. « Le masque », 1979, 183 p. (ISBN 978-2-7024-0912-1)
- Jacques Barine, « Arsène jette un froid », dans Jacques Baudoun, Anthologie du Mystère, Paris, Librairie générale française, 1992 (ISBN 978-2253048145) : L'auteur revient sur la rédaction du roman Les Milliards d'Arsène Lupin par Maurice Leblanc durant laquelle l'écrivain remarque la disparition d'effets personnels et soupçonne le gentleman-cambrioleur.
- Christian Poslaniec, Crimes parfaits : nouvelles policières, Paris, L'Ecole des Loisirs, coll. « Médium », 1999, 206 p. (ISBN 978-2-211-05243-6, OCLC 421809765)
- Michel Zink, Arsène Lupin et le mystère d'Arsonval, Paris, Librairie générale française, coll. « Le livre de poche » (no 35026), 2006, 152 p. (ISBN 978-2-253-11528-1, OCLC 470288694)
- Gabriel Thoveron, Qui fait peur à Virginia Woolf ? : élémentaire, mon cher Lupin (Divertissement littéraire), Bruxelles, Le Grand miroir, 2006, 171 p. (ISBN 978-2-87415-534-5, OCLC 470600042, lire en ligne)
- (ru) Boris Akounine (trad. Odette Chevalot), La Prisonnière de la tour, t. 1, Paris, Presses de la Cité, coll. « Dédicaces », 2007, 288 p. (ISBN 978-2-258-07522-1) : Boris Akounine met en scène les aventures d'Arsène Lupin aux côtés de Sherlock Holmes et d'Eraste Fandorine
- Patrick Genevaux, « L'Église creuse » (nouvelle), Rêves de Razès, L'Œil du Sphinx,‎ 2009
- Sherlock, Lupin et moi d'Irène Adler (pseudonyme d'Alessandro Gatti). Série de romans jeunesse publiés entre 2011 et 2020.
- Louis Gendebien, Arsène Lupin et le secret des Lys, Editions de Montpézat, 2012 (ISBN 978-2-9601230-1-2)
- Dorothée Henry, Le Retour du gentleman cambrioleur, Turquant, L'Àpart, 2013, 285 p. (ISBN 978-2-36035-181-7, OCLC 936674685)
- Tony Baillargeat, Arsène Lupin, à propos de l'E(s)toile : le compte-rendu d'un rendez-vous mystériosophique du 21 juin 2010 entre Jean Parvulesco, Arnnaud de l'Estoile & Tony Baillargeat, Paris, la Compagnie littéraire, 2013 (ISBN 978-2-87683-424-8, OCLC 858221875)
- Michel Bussi, Code Lupin : Un Da Vinci Code normand, 2015, 224 p. (ISBN 978-2-84811-157-5, OCLC 929653831, lire en ligne) (roman policier contemporain sur les traces d'Arsène Lupin)
- André Cabaret, La Conspiration de l'Ill : une aventure d'Arsène Lupin en Alsace, Haguenau, Éditions du Bastberg, coll. « Les Polars », 2015, 397 p. (ISBN 978-2-35859-059-4, OCLC 912811498)
- Claude Peitz, L'Affaire du collier d'émeraudes : une aventure d'Arsène Lupin en Alsace, Haguenau, Editions du Bastberg, coll. « Les Polars », 2015, 233 p. (ISBN 978-2-35859-062-4, OCLC 910894409)
- Adrien Goetz, La Nouvelle Vie d'Arsène Lupin : retour, aventures, ruses, amours, masques et exploits du gentleman-cambrioleur : roman, Paris, Grasset, 2015 (ISBN 978-2-246-85571-2, OCLC 908014734)
- Benoît Abtey et Pierre Deschodt, Les Héritiers : roman, Paris, XO éditions, coll. « Les nouvelles aventures d'Arsène Lupin » (no 1), 2016 (ISBN 978-2-84563-657-6, OCLC 946651211)
- Frédéric Lenormand, Madame la marquise et les gentlemen cambrioleurs, City Éditions, 2016 (ISBN 978-2-8246-0840-2)
- Frédéric Lenormand, Le retour d'Arsène Lupin, Le Masque, 2018, 253 p. (ISBN 978-2-7024-4905-9)
- Frédéric Weigel, Arsène Lupin et la Fille du Rhin, Librinova, 2019 (ISBN 979-10-262-4128-7, lire en ligne)
- Frédéric Lenormand, Le Noël d'Arsène Lupin, Paris, Le Masque, 2019, 254 p. (ISBN 978-2-7024-4935-6)
- Louis Gendebien, Les nouvelles confidences d'Arsène Lupin - #1 La momie introuvable, Editions de Montpézat, 2019  (ISBN 978-2-9601230-4-3)
- Louis Gendebien, Les nouvelles confidences d'Arsène Lupin - #2 Un crime à Etretat, Editions de Montpézat, 2019  (ISBN 978-2-9601230-5-0)
- Louis Gendebien, Les nouvelles confidences d'Arsène Lupin - #3 Un voleur à bord, Editions de Montpézat, 2021  (ISBN 978-2-9601230-7-4)

## Bandes dessinées
- Arsène Lupin - Les origines, adapté par Benoît Abtey, Christophe Gaultier et Pierre-Jean Deschodt aux éditions Rue de Sèvres
  1. Les disparus de la Haute-Boulogne (octobre 2014)
  2. Le dernier des Romains (avril 2015)
  3. Il faut mourir (janvier 2016)
- Arsène Lupin - Les 1000 mystères d'Arsène Lupin, adapté par Mike Crocbart (scénario) et Galien (dessin) aux éditions Cerises et Coquelicots
  1. L'illusion de la panthère noire (octobre 2016)
  2. L'Anarchie LAO FEIL ! (août 2018)

## Pièces de théâtre
- Peggy rencontre de nouveau Arsène Lupin, pièce radiophonique de Carlos Larronde[1] en un acte jamais publiée, qui fut diffusée par Radio Cité le 27 mars 1936[2].

## Opérette
- Arsène Lupin banquier ; livret d'Yves Mirande ; musique de Marcel Lattès. Première représentation le 7 mai 1930 aux Bouffes-Parisiens avec Albert Willemetz et Charles-Louis Pothier. Éditée chez Salabert en septembre 1930.

## Apparitions et hommages

### Œuvres dans lesquelles apparaît Arsène Lupin
Outre les aventures apocryphes d'Arsène Lupin, le cambrioleur est également apparu en tant que personnage secondaire dans certains récits :
- Le mystère de la Joconde par Carolyn Wells (1912), nouvelle.
- L'aventure de la Corde à linge par Carolyn Wells (1915), nouvelle.
- Les Enquêteurs internationaux par Edward G. Ashton (1952), nouvelle.
- Deux pipes, deux méthodes par Maurice Delorme (1957), nouvelle.
- La plus douloureuse des blessures par Jean-Marc Lofficier et Randy Lofficier (2005), nouvelle.
- La dernière vendetta par Rick Lai (2005), nouvelle.
- La patiente du Dr Cerral par Rick Lai (2005), nouvelle.
- Tel est pris par Jess Nevins (2006), nouvelle.
- Bonjour chez vous ! par Xavier Mauméjean (2006), nouvelle.
- Sherlock Holmes saisi par la débauche par Roger Facon (2007), roman.

### Œuvres relatives à Arsène Lupin
Certaines œuvres ne mettent pas en scène Lupin lui-même mais narrent les aventures de ses ancêtres ou ses descendants :
- Arsène Lupin contre Arsène Lupin d'Édouard Molinaro, film avec Jean-Claude Brialy et Jean-Pierre Cassel. Deux fils d'Arsène Lupin s'affrontent pour mettre la main sur le trésor royal de Poldavie.
- Le personnage d'Arsène Lupin III apparaît dans la série d'animé et de manga créée en 1967 par Monkey Punch. Cette série, toujours en cours, raconte les aventures du petit-fils du gentleman-cambrioleur à travers de nombreux formats (mangas, animés, films). Elle parut en France sous le nom d’Edgar de la Cambriole[3].

- La Dent de Jane par Daniel Salmon (2001), roman. Le petit-fils d'Arsène Lupin mène une enquête sur l'île d'Aix.
- Les lupins de Vincent par Caroline et Didier Cayol (2006), roman. Un petit-fils d'Arsène Lupin se lance sur les traces de son grand-père en réalisant sa volonté posthume.
- L’œil d'Oran par Win Scott Eckert (2007), nouvelle. La fille d'Arsène Lupin cherche à mettre la main sur un mystérieux bijou.
- Le Grand Arcane des rois de France par Jean d'Aillon (2015), roman. Ouvrage en lien avec le secret de l'Aiguille creuse dans lequel apparaissent des ancêtres d'Arsène Lupin.

### Hommages
- Deux épisodes de Gigi présentent un « Arsène Lapin » (et son fils) qui est un décalque parfait d'Arsène Lupin : un cambrioleur richissime, opérant des vols particulièrement astucieux, simplement pour se distraire. Dans le premier épisode, il se laisse arrêter par Gigi, dont il tombe amoureux au premier regard ; dans le suivant, Gigi se pose en rivale et l'amène à redevenir honnête.
- Dans ses bandes dessinées, Don Rosa met occasionnellement en scène un personnage ennemi de Balthazar Picsou : Lucien Arpène (contrepèterie d'Arsène Lupin), riche cambrioleur français prenant l'identité du « chevalier noir » lorsqu'il porte son armure couverte du solvant universel inventé par Géo Trouvetou.
- Dans Artemis Fowl : Mission polaire, Mulch Diggums est appelé Arsène Lutin par les humains à cause de l'habileté de ses vols.
- Le personnage de Kaito Kid, issu des mangas Magic Kaito et Détective Conan de Gōshō Aoyama est très inspiré du gentleman cambrioleur. Il passe ses nuits à dérober bijoux et pierres précieuses, grâce à ses talents de magicien. Par ailleurs, toujours dans Détective Conan, le chien de Jirokichi Suzuki s'appelle Lupin.
- Arsène Lupin sert de première invocation disponible au protagoniste du jeu vidéo Persona 5. Le jeu a du reste comme thème principal le Gentleman Cambrioleur, et le café où se rassemble la bande de voleurs joués s'appelle Leblanc.
- Dans la bande-dessinée L'Œil de la Nuit. Tome 1. Ami du mystère de Serge Lehman et Gess, Arsène Lupin rencontre Théo Sinclair avant sa transformation en l'Œil de la Nuit et pressent sa célèbre destinée : "Dissipez les ténèbres, Théo Sinclair. Devenez vous-même".
- Dans le roman de fantasy historique Le Paris des Merveilles. Tome 2. L'Elixir d'oubli de Pierre Pevel, Lupin apporte son aide à l'une de ses amies, la Baronne de Saint-Gil.
- Au Japon de février 2018 à février 2019, la 42e série de Super Sentai a pour titre : Kaitou Sentai Lupinranger VS Keisatsu Sentai Patranger (快盗戦隊ルパンレンジャーＶＳ警察戦隊パトレンジャー, Kaitō Sentai Rupanrenjā bui esu Keisatsu Sentai Patorenjā?), littéralement Lupinrangers l'escadron des gentlemen cambrioleurs contre Patrangers l'escadron des policiers) qui voit s'opposer deux équipes de rangers (les Lupinranger des voleurs & les Patranger des policiers) pour retrouver la collection des objets volés par Arsène Lupin. La série bénéficie d'un film sorti en août 2018: Kaitou Sentai Lupinranger vs. Keisatsu Sentai Patranger en Film (快盗戦隊ルパンレンジャーVS警察戦隊パトレンジャー en film Kaitō Sentai Rupanrenjā Bui Esu Keisatsu Sentai Patorenjā An Firumu) qui a pour méchant principal Herlock Sholmes[4].
- La localisation de la série de jeux vidéo Ace Attorney réutilise des changements de noms effectué par Maurice Leblanc pour faire référence à des personnages de Arthur Conan Doyle : Sherlock Holmes et le Dr Watson deviennent donc Herlock Sholmes (sans accent toutefois) et le Dr Wilson, mais l'adresse du détective reste 221B Baker Street contrairement au 219 Parker Street mentionné par Leblanc dans La Dame blonde. Le script originel du jeu fait référence plus directement à Arsène Lupin dans la dernière enquête "Twisted Kamra and His Last Bow" de The Great Ace Attorney 2: Resolve via Herlock Sholmes qui mentionne un gentleman cambrioleur et voleur d'art sévissant en France.
- Les livres-jeux (ou de littéraction) Larsen Hupin et le joueur d'échecs, Larsen Hupin dans les pas de Charles Kolms et Larsen Hupin et la dame en rouge (2021) s'inspirent plus particulièrement de L'agence Barnett et cie, le héros y joue donc les détectives.